# As Afinidades Eletivas
As Afinidades Eletivas (em alemão Die Wahlverwandtschaften) é um livro escrito por Goethe em 1809. A obra é geralmente categorizada como pertencendo ao romantismo, no entanto essa categorização não é compartilhada de forma unânime pelos especialistas, já que a história também possui elementos do classicismo de Weimar — como a alusão metafórica a elementos das ciências naturais e da química.
O romance tematiza a história de um casal (Eduard e Charlotte) em que ambos se apaixonam praticamente ao mesmo tempo por outras pessoas que eles mesmos haviam convidado para sua casa. O conflito entre paixão e razão leva ao caos e, por fim, a um fim trágico.

## Personagens
- Eduard
- Charlotte
- Capitão – amigo antigo de Eduard
- Ottilie – sobrinha de Charlotte